# Science & Vie TV
Science & Vie TV est une chaîne de télévision thématique française dédiée à l'univers scientifique. Nouvelles technologies, conquête spatiale, environnement… La chaîne propose des documentaires tournés vers l’action. Elle fait partie du groupe Mediawan (Mediawan Thematics).

## Histoire
Science et Vie TV, fruit d'une collaboration avec le magazine Science et Vie, édité par Reworld Media, voit le jour le 30 mars 2015. Cette association permet au journal scientifique Science et Vie de se décliner à la télévision en remplacement de la chaîne préexistante Encyclo.

### Identité visuelle (logo)

Logo de la chaîne de 2015 à 2020
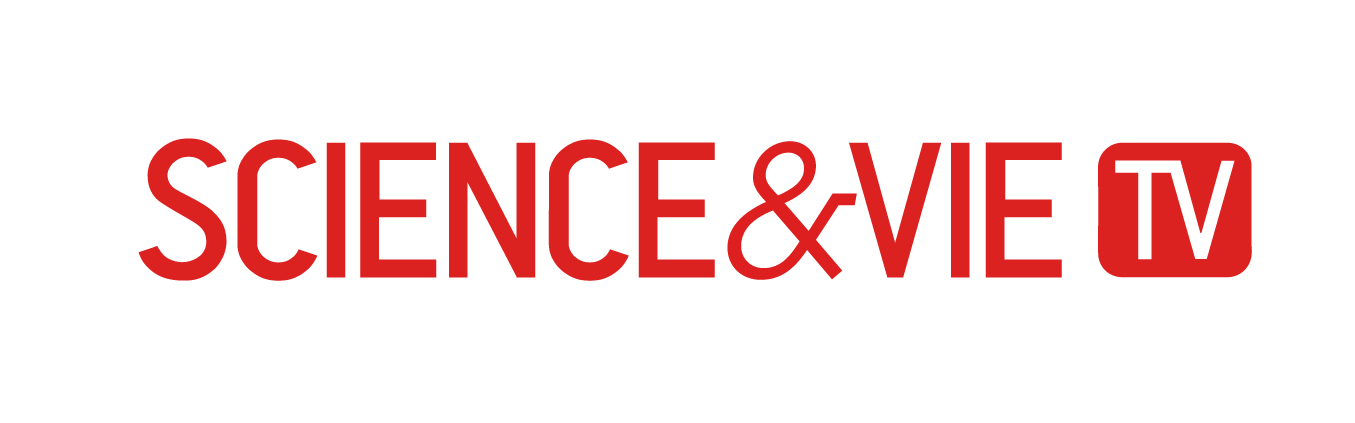
Logo de la chaîne depuis 2020

## Diffusion
- Orange : canal 125 (Bouquet Famille, Bouquet Intense)
- SFR : canal 34 ou 182 (Power Power+, Bouquet Premium Option Pass Découverte)
- Free : canal 207 (Option Pack BIS Premium, Option Pack BIS Ultimum, Option Pack BIS Panorama)
- Bouygues Telecom : canal 127 (Bouquet divertissement)
- Molotov
- Prime Video Channels

## Programmes
La chaîne évoque différents aspects de la science : technologie, santé, nature et environnement, société et espace.